# Chipre en los Juegos Olímpicos de Pyeongchang 2018
Chipre estuvo representado en los Juegos Olímpicos de Pyeongchang 2018 por un deportista que compitió en esquí alpino. Responsable del equipo olímpico fue el Comité Olímpico Chipriota, así como las federaciones deportivas nacionales de cada deporte con participación.
El portador de la bandera en la ceremonia de apertura fue el esquiador Dinos Lefkaritis. El equipo olímpico chipriota no obtuvo ninguna medalla en estos Juegos.